# Stryker (Ohio)
Stryker es una villa ubicada en el condado de Williams en el estado estadounidense de Ohio. En el Censo de 2010 tenía una población de 1335 habitantes y una densidad poblacional de 590,43 personas por km².

## Geografía
Stryker se encuentra ubicada en las coordenadas 41°30′10″N 84°25′1″O / 41.50278, -84.41694. Según la Oficina del Censo de los Estados Unidos, Stryker tiene una superficie total de 2.26 km², de la cual 2.25 km² corresponden a tierra firme y (0.57%) 0.01 km² es agua.

## Demografía
Según el censo de 2010, había 1335 personas residiendo en Stryker. La densidad de población era de 590,43 hab./km². De los 1335 habitantes, Stryker estaba compuesto por el 94.98% blancos, el 0.37% eran afroamericanos, el 0.45% eran amerindios, el 0.22% eran asiáticos, el 0% eran isleños del Pacífico, el 1.87% eran de otras razas y el 2.1% pertenecían a dos o más razas. Del total de la población el 8.39% eran hispanos o latinos de cualquier raza.